# Vyžlovský rybník
Vyžlovský rybník se nachází jižně od obce Vyžlovka v okrese Praha-východ na Jevanském potoce. Nese název nedaleké vsi. Slouží též ke koupání, přístup do vody je z koupaliště na jeho severním břehu. Má podlouhlý zatočený charakter v podobě ohlé ruky s prsty a palcem směřující k severu. V jeho okolí se nachází převážně les – západ, jih (zde částečně hraničí s národní přírodní rezervací Voděradské bučiny), východ a sever. Na severu je v části zástavba vsi Vyžlovka a veřejné koupaliště s pláží a dalším příslušenstvím. Západním a jižním břehem prochází asfaltová silnice s červenou turistickou značkou, která je na jihu doplněna naučnou stezkou Voděradské bučiny. Silnice dále pokračuje po hrázi do ulice Pražská. Rybník je napájen jednak na severu přes zamokřený břeh Jevanským potokem, dále na západě potokem tekoucím od Louňovic, na jihu potokem stékajícím z Voděradských bučin a na severu potokem tekoucím z rybníka Nohavička. Na jihu se též nachází dvě studánky, které do rybníka ústí. Voda z rybníka odtéká jednak stavidlem a přepadem umístěným na jihu. Jedná se o pokračování Jevanského potoka, který teče východním směrem a zanedlouho se vlévá do rybníka Ján. Vyžlovský rybník je tak čtvrtým rybníkem Jevanské kaskády.

## Galerie

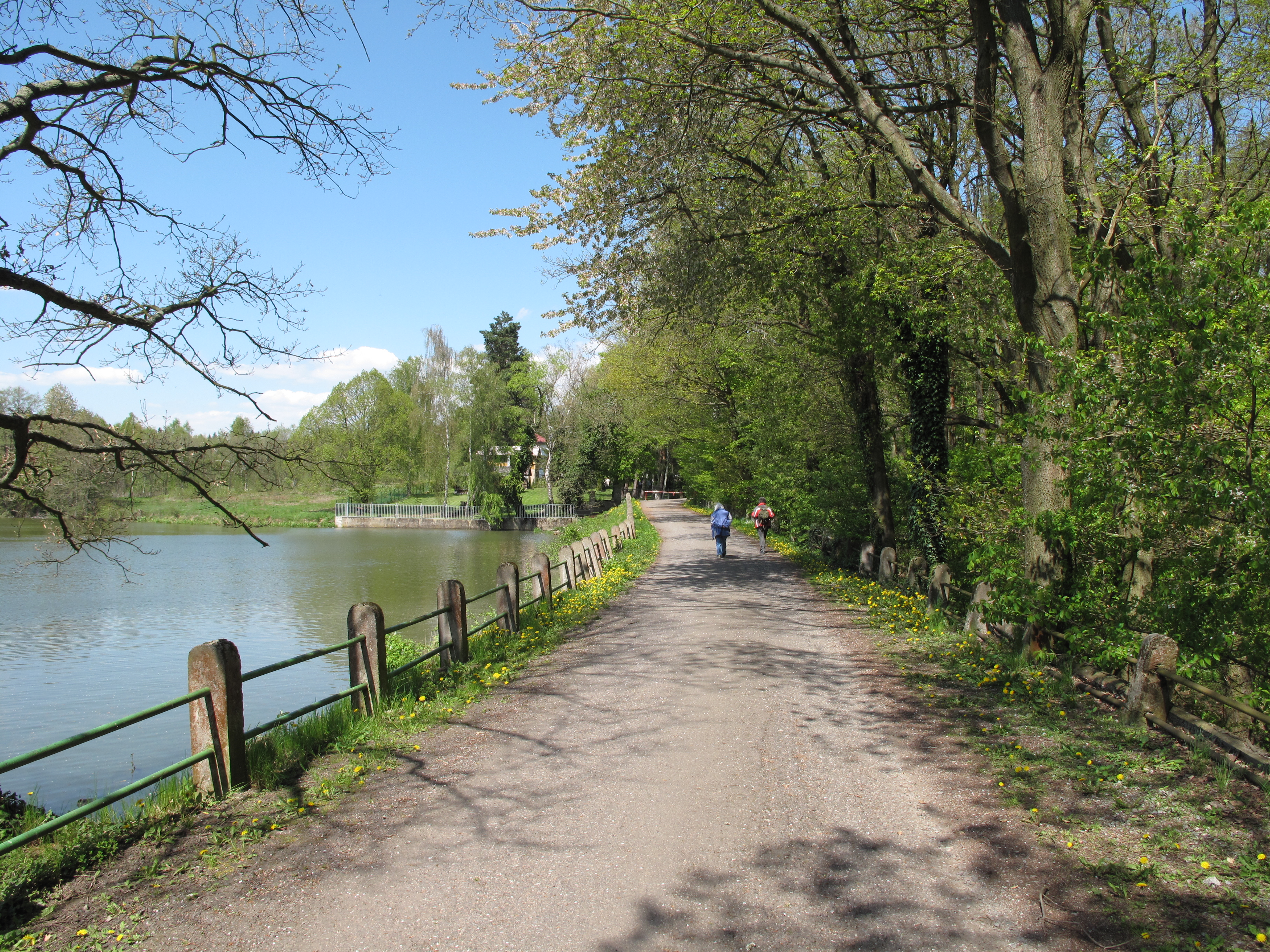
Lidé na hrázi
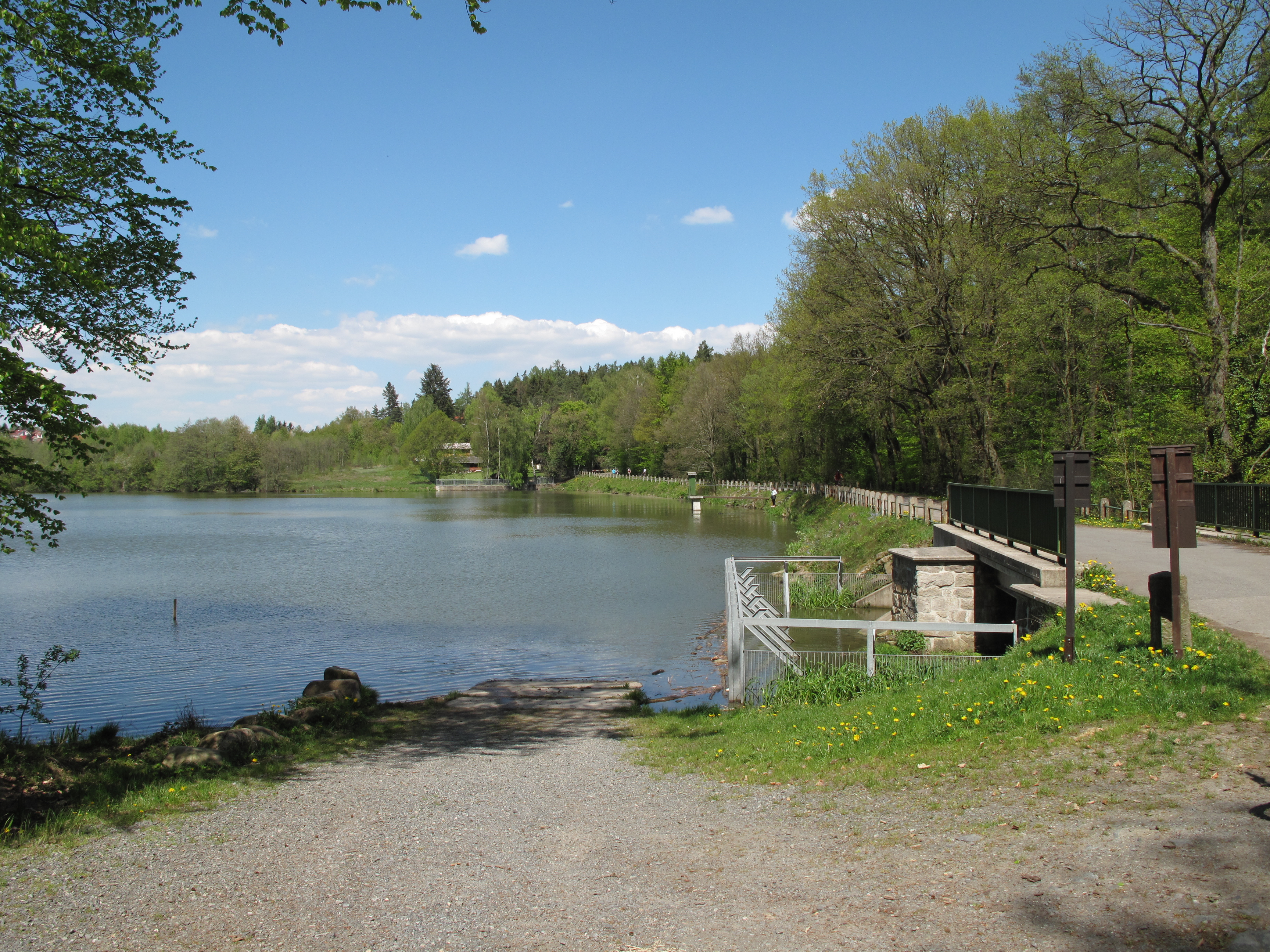
Celá hráz s přepadem i stavidlem
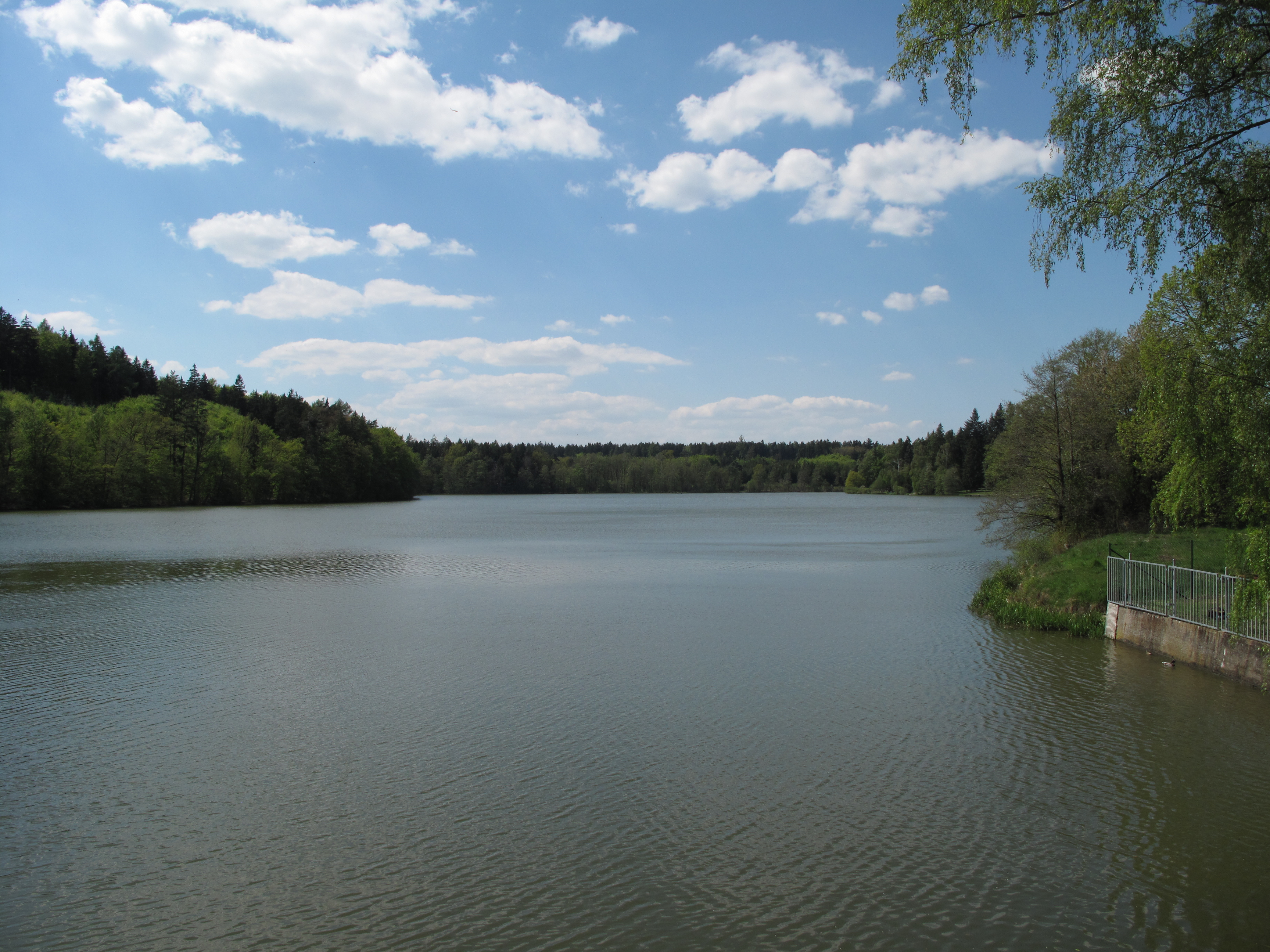
Pohled na rybník
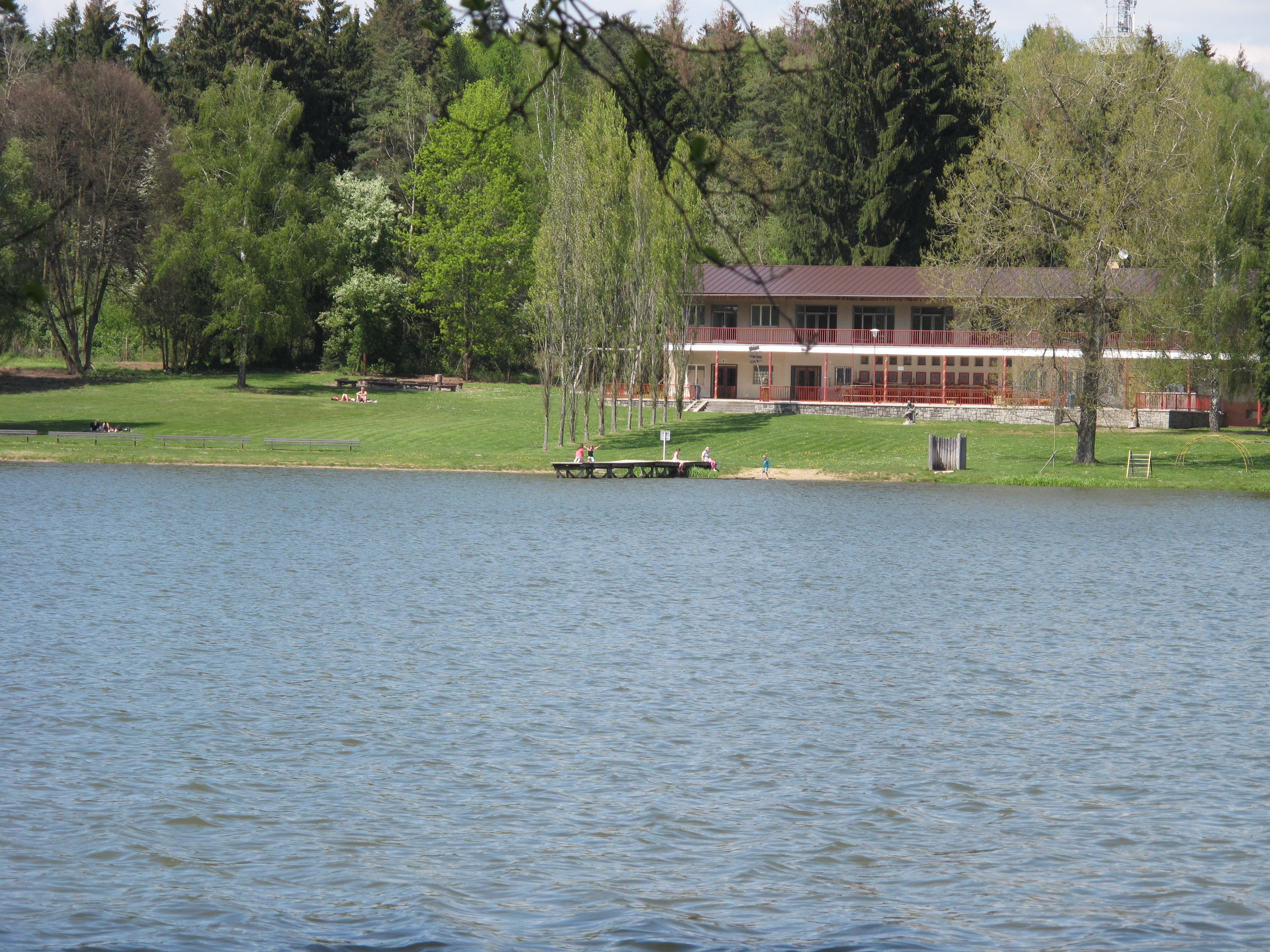
Koupaliště
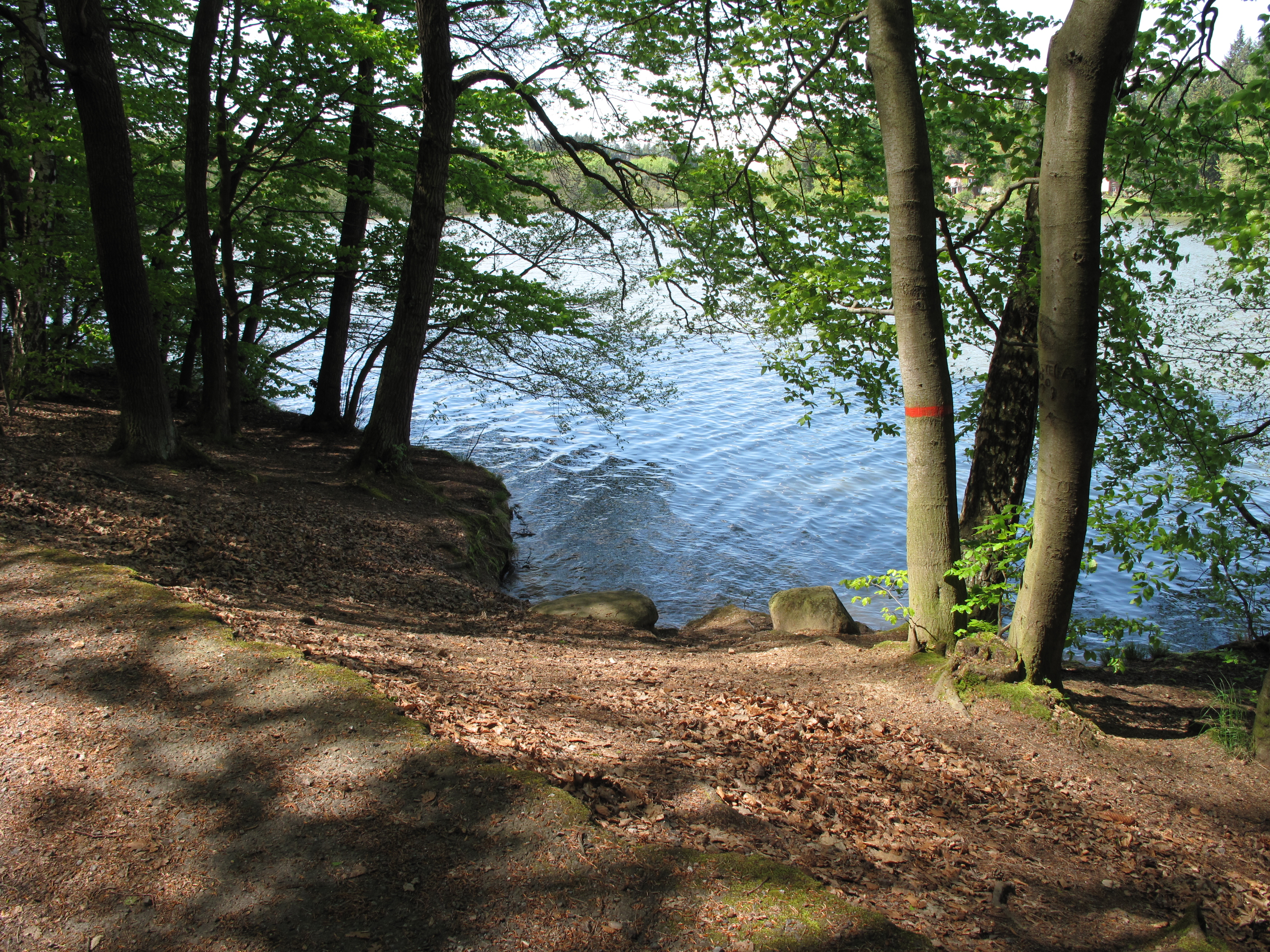
Označení národní přírodní rezervace Voděradské bučiny
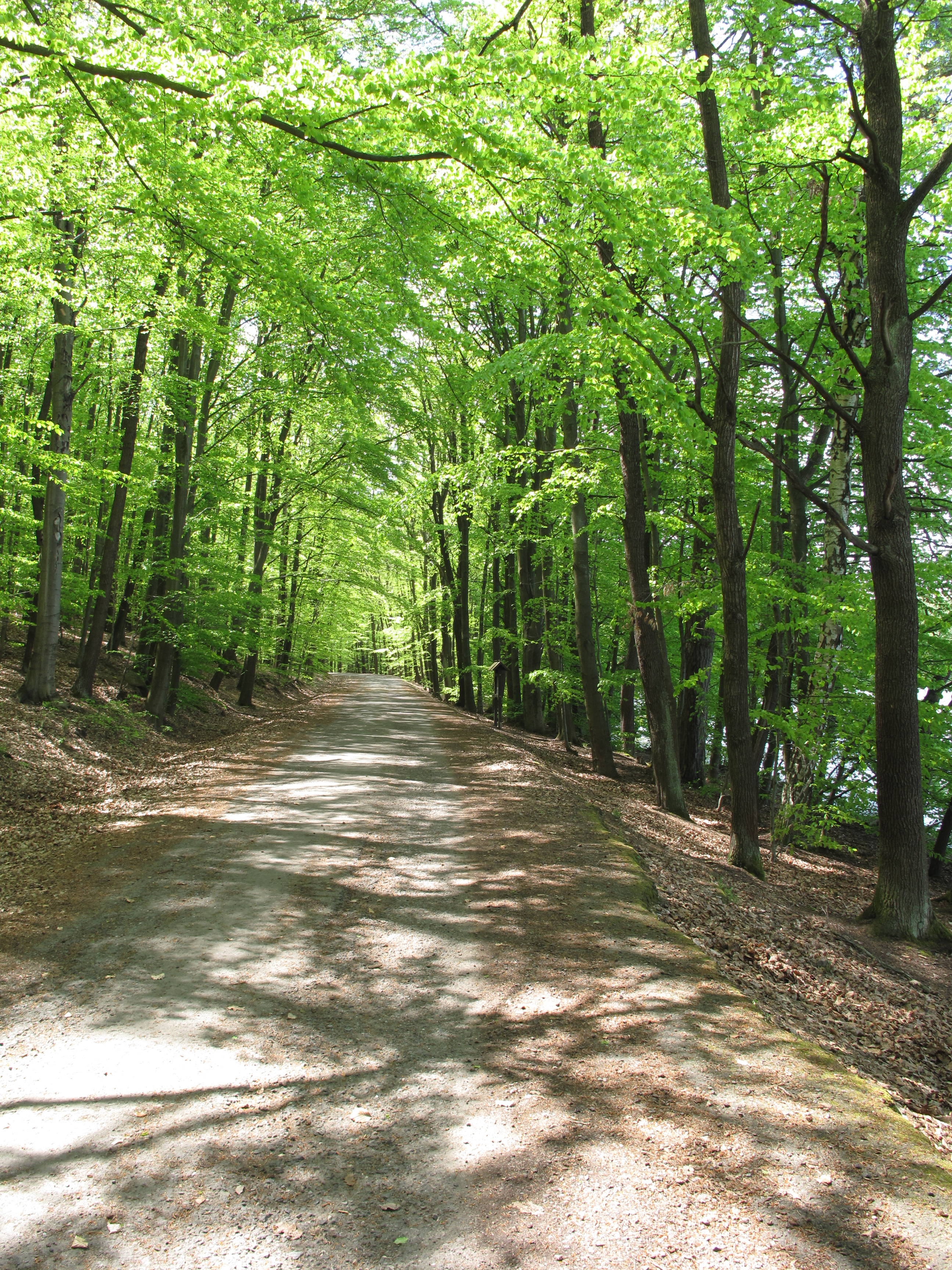
Lesní cesta na břehu
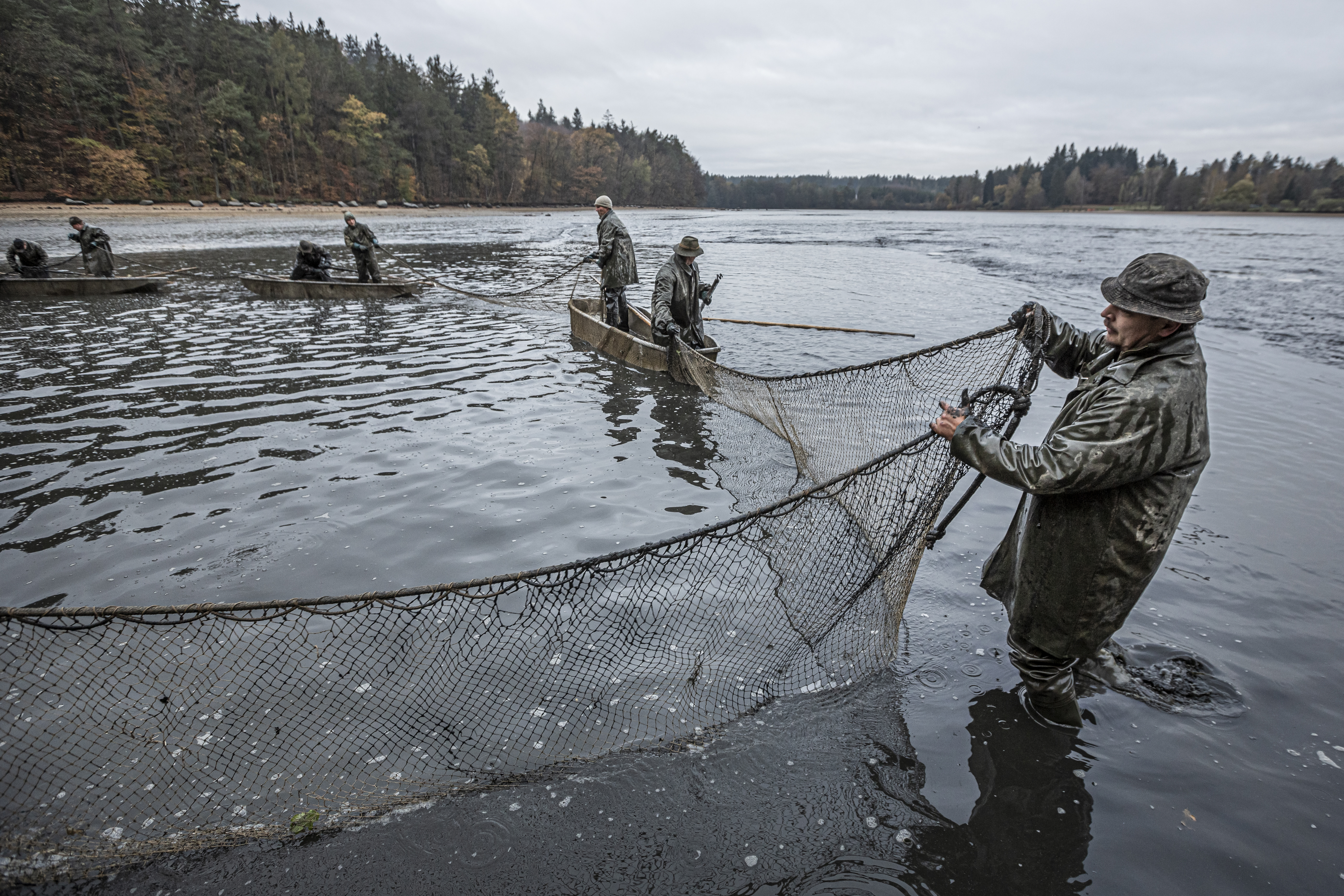
Výlov Vyžlovského rybníka
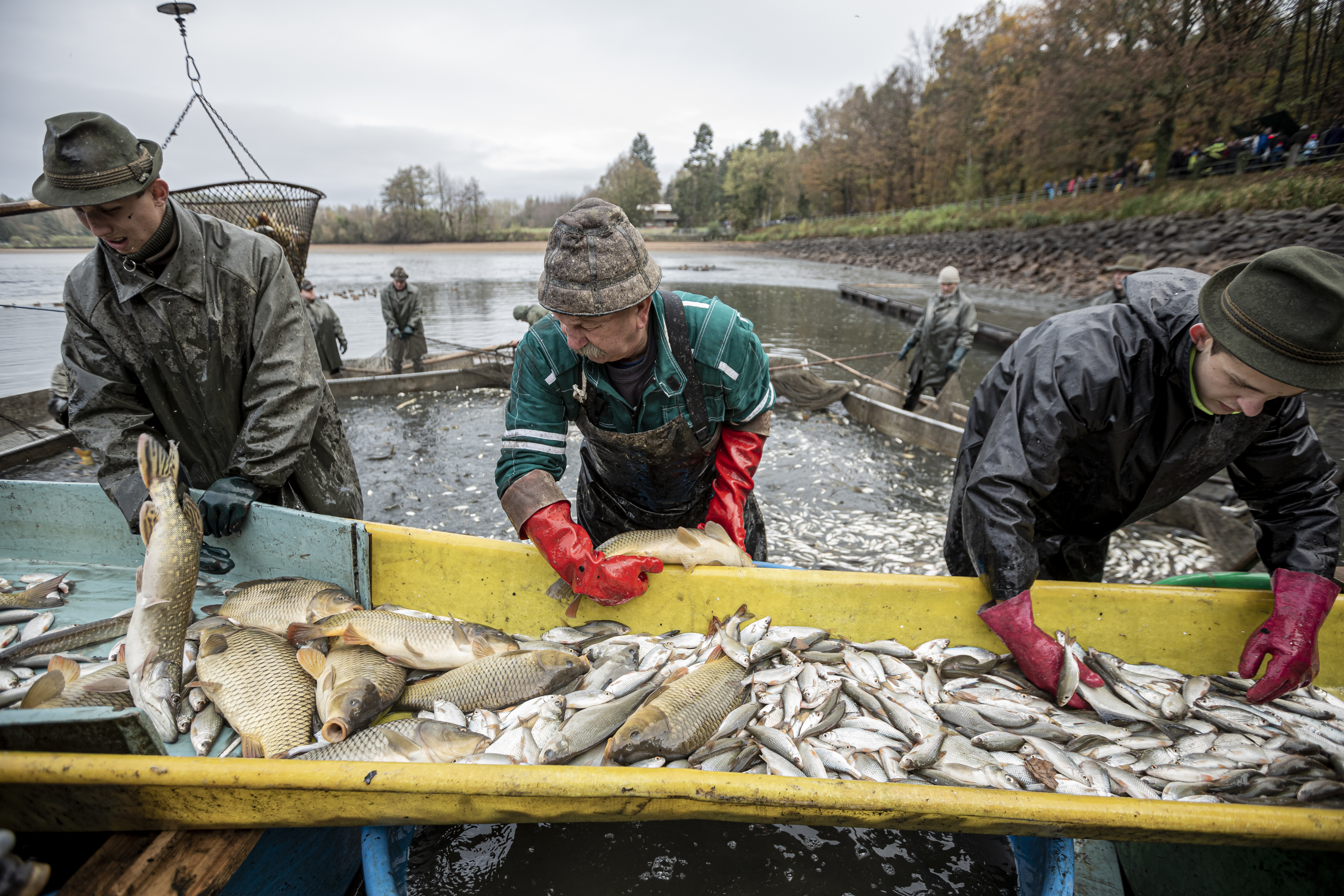
Výlov Vyžlovského rybníka
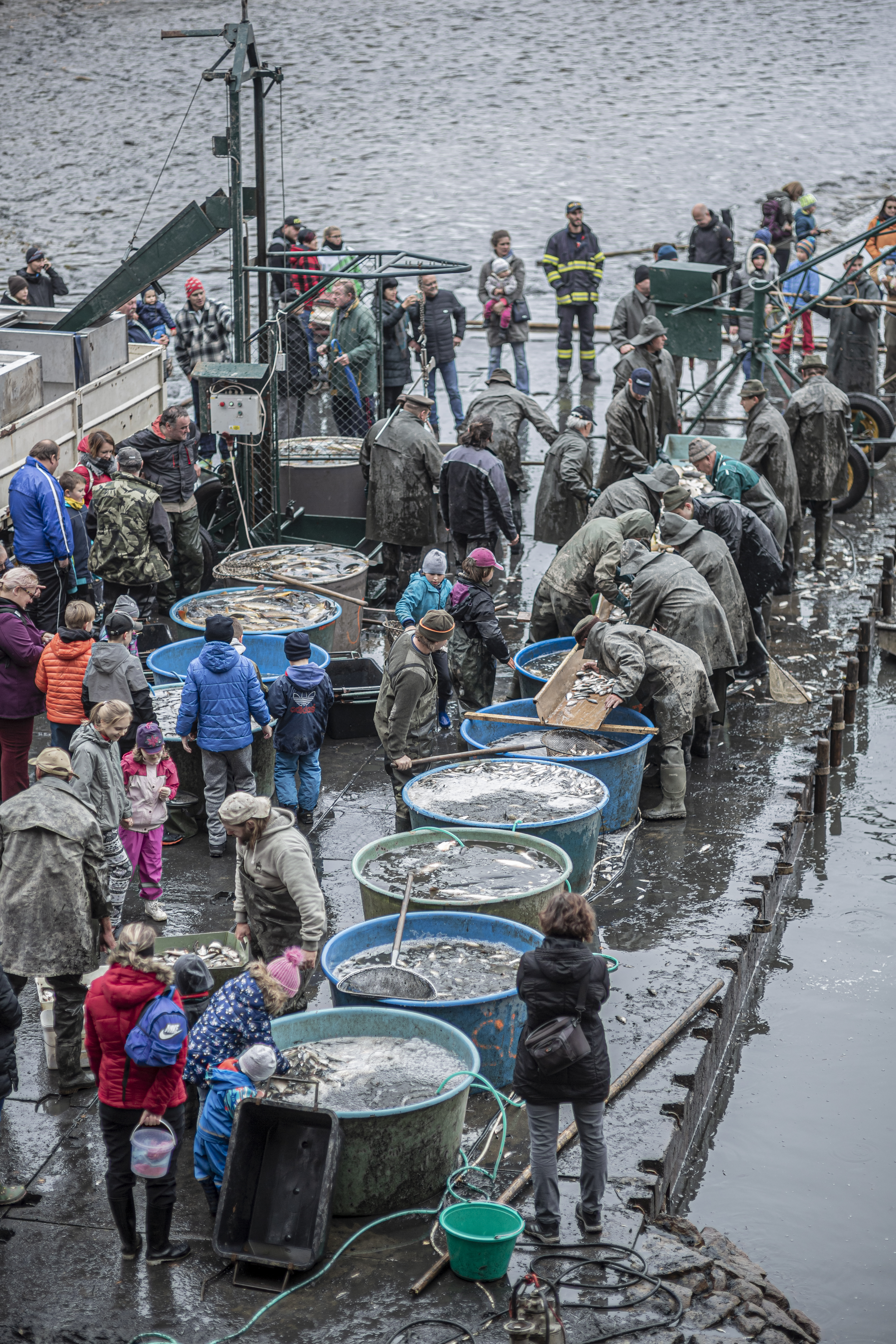
Výlov Vyžlovského rybníka